# Daniellia
Daniellia es un género de plantas fanerógamas de la familia Fabaceae. Es originario de África tropical. Comprende 17 especies descritas y de estas, solo 8 aceptadas. 

## Taxonomía
El género fue descrito por Johannes Joseph Bennett y publicado en Pharm. J. Trans. 14: 252. 1854. La especie tipo es: Daniellia thurifera Benn.

## Especies
A continuación se brinda un listado de las especies del género Daniellia aceptadas hasta mayo de 2011, ordenadas alfabéticamente. Para cada una se indica el nombre binomial seguido del autor, abreviado según las convenciones y usos.
- Daniellia alsteeniana P.A.Duvign.
- Daniellia klainei A.Chev.
- Daniellia oblonga Oliv.
- Daniellia ogea (Harms) Holland
- Daniellia oliveri (Rolfe) Hutch. & Dalziel
- Daniellia pynaertii De Wild
- Daniellia soyauxii (Harms) Rolfe
- Daniellia thurifera Benn.